# Matteo Peregrini
Matteo Peregrini, o anche Matteo Pellegrini (Castel San Pietro Terme, 1595 – Roma, 10 dicembre 1652), è stato un filosofo italiano e uno dei primi teorici italiani del concettismo barocco.

## Biografia
Originario dell'Appennino bolognese - la sua famiglia non apparteneva ai ceti gentilizi - Matteo Peregrini si laureò nel 1620 all'Università di Bologna con una tesi sulla vita contemplativa e attiva. Nello stesso anno divenne professore di logica e nel 1622 ottenne il dottorato in teologia e iniziò a insegnare filosofia naturale. In seguito ottenne anche la laurea in utroque iure (diritto civile e canonico) e prese gli ordini sacri. Partecipò attivamente alla vita intellettuale bolognese, unendosi all'Accademia dei Gelati e all'Accademia della Notte, dove presentò alcune poesie e un commento ai versi di Giovanni Della Casa.
Le sue opere maggiori sono il dialogo di argomento politico-morale Difesa del savio in corte (Viterbo 1634) e il trattato di retorica Delle acutezze (Genova 1639).